# Emma Thomas
Dame Emma Thomas (Londra, 9 dicembre 1971) è una produttrice cinematografica britannica.

## Biografia
Ha prodotto tutti i film scritti e diretti dal marito: Following (1998), Memento (2000), Insomnia (2002), Batman Begins (2005), The Prestige (2006), Il cavaliere oscuro (2008), Inception (2010), Il cavaliere oscuro - Il ritorno (2012), Interstellar (2014), Dunkirk (2017) e Oppenheimer (2023). Ha ricevuto due candidature all'Oscar per il miglior film in qualità di produttrice per Inception e Dunkirk, vincendolo alla terza occasione per Oppenheimer. Ha inoltre prodotto la serie animata Batman - Il cavaliere di Gotham.

### Vita privata
Vive a Los Angeles assieme al marito Christopher Nolan e ai loro quattro figli.

## Filmografia

### Produttrice
- Following, regia di Christopher Nolan (1998)
- Memento, regia di Christopher Nolan (2000) (produttrice associata)
- Insomnia, regia di Christopher Nolan (2002)
- Batman Begins, regia di Christopher Nolan (2005)
- The Prestige, regia di Christopher Nolan (2006)
- Il cavaliere oscuro (The Dark Knight), regia di Christopher Nolan (2008)
- Inception, regia di Christopher Nolan (2010)
- Il cavaliere oscuro - Il ritorno (The Dark Knight Rises), regia di Christopher Nolan (2012)
- L'uomo d'acciaio (Man of Steel), regia di Zack Snyder (2013)
- Interstellar, regia di Christopher Nolan (2014)
- Dunkirk, regia di Christopher Nolan (2017)
- Tenet, regia di Christopher Nolan (2020)
- Oppenheimer, regia di Christopher Nolan (2023)
- Odissea (The Odyssey), regia di Christopher Nolan (2026)

### Produttrice esecutiva
- Batman - Il cavaliere di Gotham (Batman: Gotham Knight), registi vari (2008)
- Transcendence, regia di Wally Pfister (2014)
- Batman v Superman: Dawn of Justice, regia di Zack Snyder (2016)
- Justice League, regia di Zack Snyder (2017)
- Zack Snyder's Justice League, regia di Zack Snyder (2021)